# Oban (Nova Zelanda)
Oban és l'assentament principal de l'illa Stewart, l'illa habitada més al sud de l'arxipèlag de Nova Zelanda. Oban està situada a la badia de Halfmoon (un nom de vegades utilitzat com a nom alternatiu per a la ciutat), a Paterson Inlet. Té connexions d'aeronaus amb Invercargill i un servei de transbordadors a Bluff.

## Etimologia

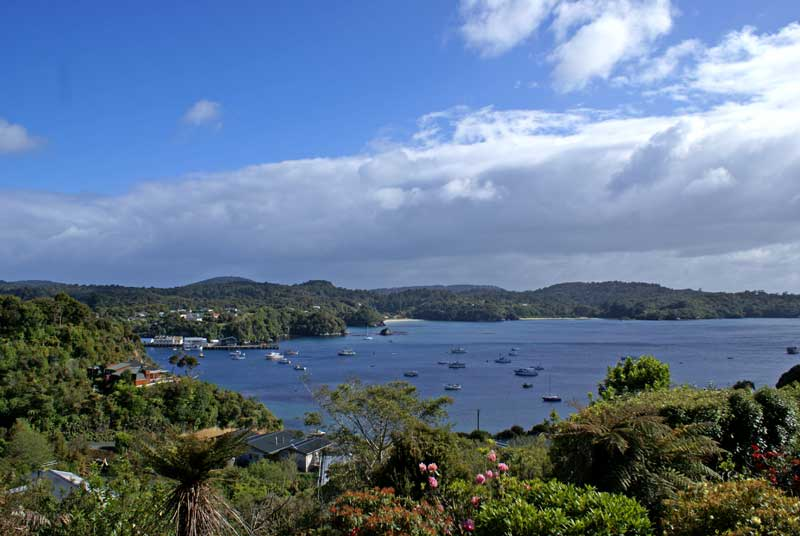
Badia d'Oban i badia de Halfmoon

L'assentament s'anomena així per Oban a Escòcia —An t-Òban en gaèlic escocès, significa la petita badia— segurament a causa de la forta influència que els pobladors escocesos tenien al sud de Nova Zelanda en la primera etapa colonial.

## Demografia
Segons el cens de població de Nova Zelanda de març de 2001 la població resident permanent de l'illa era de 387 habitants, una disminució de 30 des de 1996. Aproximadament un 80% d'aquests viuen a Oban. Estimacions més recents situen la població al voltant de 400 persones, i l'illa ha rebut un moderat estímul comercial, des que el turisme augmentà marcadament després de l'obertura del Parc Nacional de Rakiura.

## Clima
Oban té un clima atlàntic, caracteritzat per estius suaus o temperats però plujosos i hiverns freds però alhora suaus i plujosos.
| Paràmetres climàtics mitjans de Oban | Paràmetres climàtics mitjans de Oban | Paràmetres climàtics mitjans de Oban | Paràmetres climàtics mitjans de Oban | Paràmetres climàtics mitjans de Oban | Paràmetres climàtics mitjans de Oban | Paràmetres climàtics mitjans de Oban | Paràmetres climàtics mitjans de Oban | Paràmetres climàtics mitjans de Oban | Paràmetres climàtics mitjans de Oban | Paràmetres climàtics mitjans de Oban | Paràmetres climàtics mitjans de Oban | Paràmetres climàtics mitjans de Oban | Paràmetres climàtics mitjans de Oban |
| Mes                                  | Gen.                                 | Feb.                                 | Mar.                                 | Abr.                                 | Mai.                                 | Jun.                                 | Jul.                                 | Ago.                                 | Set.                                 | Oct.                                 | Nov.                                 | Des.                                 | Anual                                |
| ------------------------------------ | ------------------------------------ | ------------------------------------ | ------------------------------------ | ------------------------------------ | ------------------------------------ | ------------------------------------ | ------------------------------------ | ------------------------------------ | ------------------------------------ | ------------------------------------ | ------------------------------------ | ------------------------------------ | ------------------------------------ |
| Temperatura diària màxima °C (°F)    | 19 (66,2)                            | 19 (66,2)                            | 17 (62,6)                            | 14 (57,2)                            | 12 (53,6)                            | 10 (50)                              | 9 (48,2)                             | 11 (51,8)                            | 13 (55,4)                            | 14 (57,2)                            | 15 (59)                              | 17 (62,6)                            | 14,2 (57,6)                          |
| Temperatura diària mínima °C (°F)    | 9 (48,2)                             | 10 (50)                              | 8 (46,4)                             | 6 (42,8)                             | 5 (41)                               | 3 (37,4)                             | 2 (35,6)                             | 2 (35,6)                             | 4 (39,2)                             | 5 (41)                               | 7 (44,6)                             | 8 (46,4)                             | 5,8 (42,4)                           |
| Precipitació total mm (polzades)     | 73,5 (2,9)                           | 69,9 (2,8)                           | 76,6 (3)                             | 73,4 (2,9)                           | 88,3 (3,5)                           | 85,5 (3,4)                           | 57,8 (2,3)                           | 60,9 (2,4)                           | 65,2 (2,6)                           | 79,4 (3,1)                           | 94,8 (3,7)                           | 85,8 (3,4)                           | 910,9 (35,9)                         |
| Font: World Weather Online           |                                      |                                      |                                      |                                      |                                      |                                      |                                      |                                      |                                      |                                      |                                      |                                      |                                      |

## Política
Nacionalment en la Cambra de Representants de Nova Zelanda, Oban i la resta de l'illa de Stewart es troben a la circumscripció electoral general d'Invercargill i a la circumscripció electoral maori de Te Tai Tonga.
Invercargill es considera en general una circumscripció conservadora i que sovint vota pel Partit Nacional. Des de les eleccions de 2005 ha guanyat els tres cops Eric Roy del Partit Nacional. En les eleccions de 2011 guanyà amb un 54,58% del vot de la circumscripció.
Te Tai Tonga, en canvi, és una circumscripció més liberal i varia entre candidats del Partit Laborista i el Partit Maori. Actualment aquesta circumscripció és representada per Rino Tirikatene del Partit Laborista. En les eleccions de 2011 sortí victoriós amb el 40,62% del vot, quedà prop del 31,79% que rebé el candidat Rahui Katene del Partit Maori.